# Ruczaj (Kraków)
Ruczaj – obszar Krakowa wchodzący w skład Dzielnicy VIII Dębniki, położony około 4 km na południowy zachód od centrum Krakowa. Nie stanowi jednostki pomocniczej niższego rzędu w ramach dzielnicy. Nazwa ta nie funkcjonuje również jako oficjalna jednostka urbanistyczna, ale funkcjonuje powszechnie w świadomości mieszkańców.
Składa się z dwóch części: osiedla wielkopłytowego Ruczaj-Zaborze z lat 1986–1993 oraz nowych osiedli mieszkaniowych powstających w latach. 90. XX wieku i na początku XXI wieku na południe od ul. Zachodniej.
Rozwój tej części miasta związany jest z budową nowego kampusu Uniwersytetu Jagiellońskiego oraz rozwojem podstrefy Kraków-Pychowice specjalnej strefy ekonomicznej Krakowski Park Technologiczny.

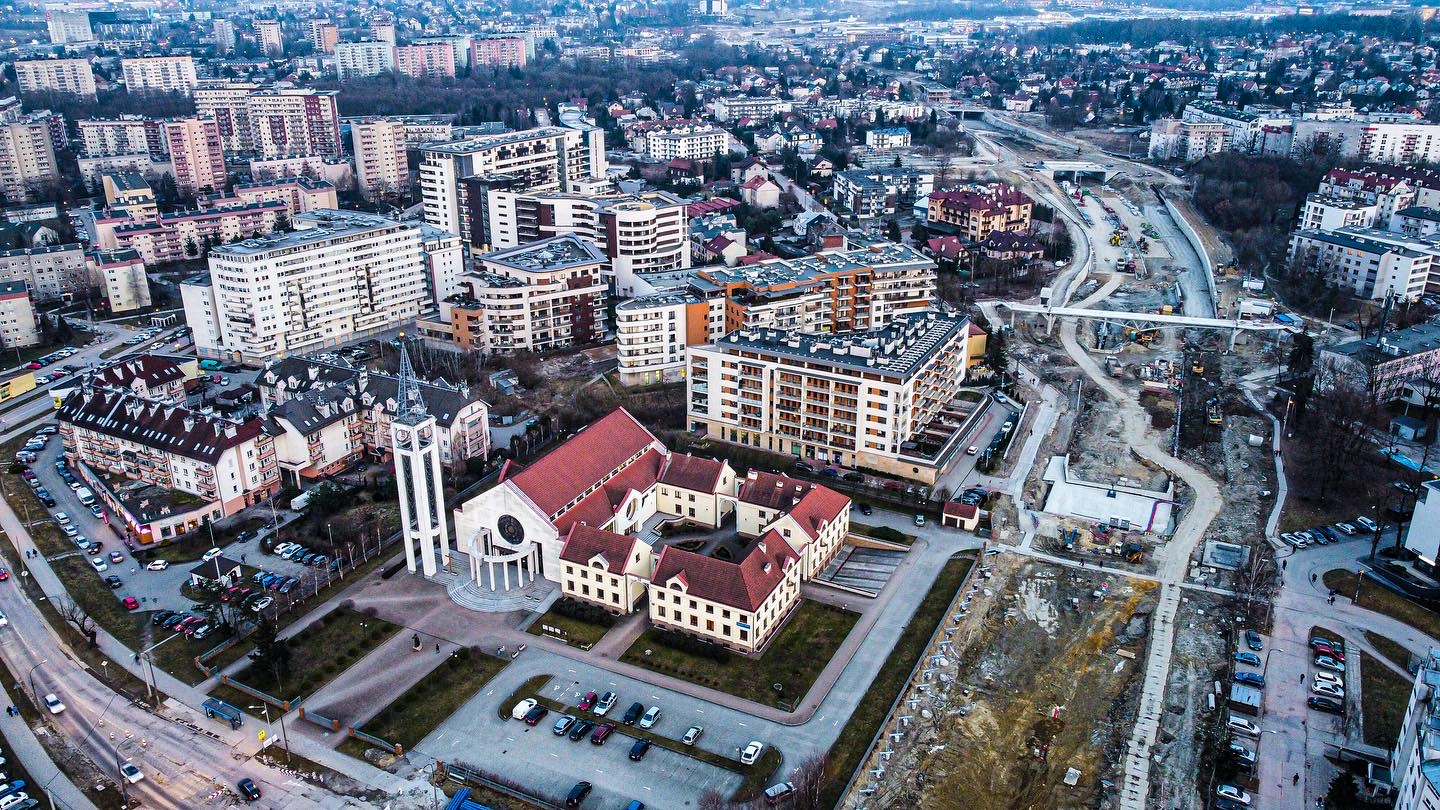
Widok na budowaną Trasę Łagiewnicką, która przecina osiedle

## Historia

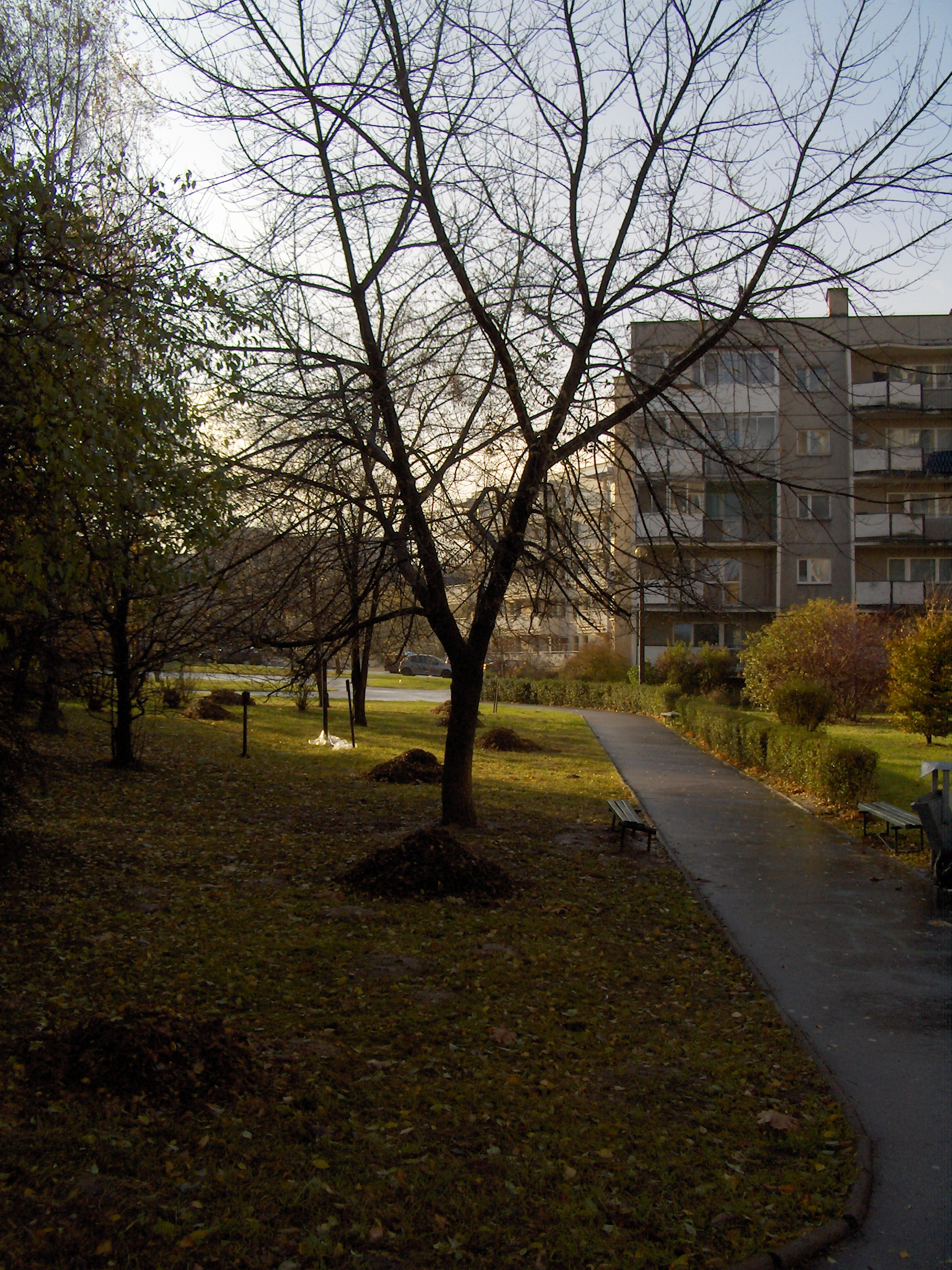
Bloki z wielkiej płyty na osiedlu Ruczaj-Zaborze

Współczesny Ruczaj zajmuje obszar dawnych dzielnic katastralnych Zakrzówek, Pychowice, Kobierzyn i Skotniki. Zabudowa istniała głównie wzdłuż ul. Kobierzyńskiej, tworzyły ją także rozsiane wśród pól uprawnych pojedyncze zabudowania.
Nazwa Ruczaj pojawia się w nazwie ul. Ruczaj, która historycznie biegła od ul. Tynieckiej aż do Wilgi.

### Osiedle Ruczaj-Zaborze
Początek zabudowy blokowej wiąże się z powstaniem wielkopłytowego osiedla Ruczaj-Zaborze, które powstało w latach 1986–1993 między ulicami Grota-Roweckiego, Zachodnią, Kobierzyńską, Miłkowskiego i Lipińskiego.
Osiedle to tradycyjnie dzieli się na trzy części, głównie ze względu na usytuowanie geograficzne. Część pierwsza rozciąga się od rzeki Wilgi do ulicy Kobierzyńskiej i jej skrzyżowania z ulicą Ruczaj i Rostworowskiego. Część druga to teren w pobliżu Skałek Twardowskiego, znajdujący się pomiędzy ulicami: Kobierzyńską, Rostworowskiego i Grota-Roweckiego. Część trzecia, najbardziej wysunięta, sięga w kierunku Kampusu UJ od ulicy Rostworowskiego, między ulicami Kobierzyńską i Grota-Roweckiego do ulicy Zachodniej dawnej pętli autobusowej „Ruczaj”.

### Nowy Ruczaj

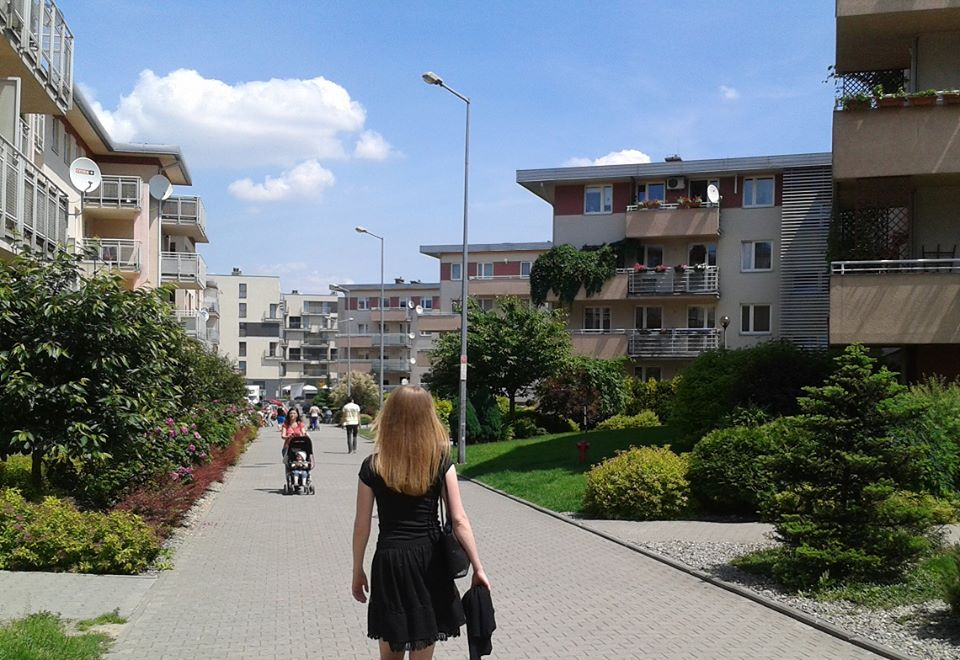
Bloki na osiedlu Zielona Galicja przy ul. Chmieleniec

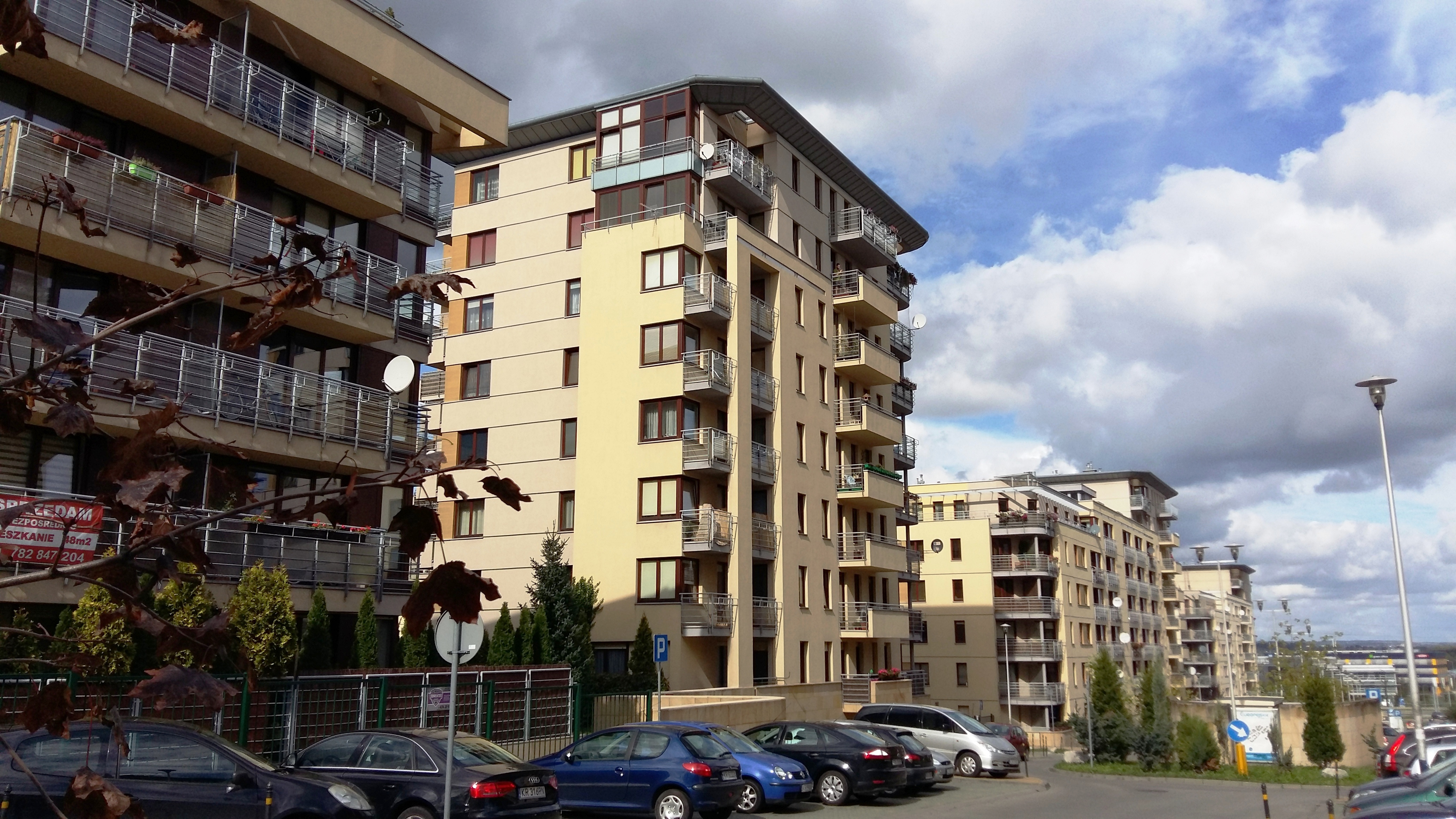
Bloki na Osiedlu Europejskim

Na południowy zachód od ulicy Zachodniej, pomiędzy ulicami Bobrzyńskiego i Kobierzyńską, rozciągają się nowe osiedla mieszkaniowe, powstające od końca lat. 90. XX wieku. Pojedyncze budynki lub zespoły budynków były realizowane przez różnych inwestorów. Część z nich ma charakter osiedli zamkniętych. Największym osiedlem w nowej części Ruczaju jest wysunięte najbardziej na południe Osiedle Europejskie.
Ważniejsze osiedla mieszkaniowe:
- bloki Powszechnego Towarzystwa Budownictwa Społecznego przy ul. Drukarskiej,
- osiedle przy ul. Bobrzyńskiego, zrealizowane w latach 2005–2012[2]
- osiedle przy ul. Szuwarowej, zrealizowane w latach 1996–2003[3]
- osiedle Zielona Galicja przy ul. Chmieleniec i Szwai[4]
- osiedle Cztery Życzenia przy ul. Szwai
- osiedle Zielony Ruczaj przy ul. Lubostroń
- Osiedle Europejskie[5]
- osiedle Czerwone Maki
- osiedle Piltza[6]
- osiedle Zielona Polana[7]

Nowa część Ruczaju krytykowana jest za chaos urbanistyczny i brak planowej zabudowy. W 2013 otrzymało, wraz ze znajdującym się na obszarze Górki Narodowej osiedlem „Kuźnica Kołłątajowska”, tytuł Archi-Szopy przyznawany tradycyjnie najgorszym budynkom Krakowa. Jurorzy zwrócili uwagę na „niesamowitą plątaninę bezhołowia urbanistycznego” tych osiedli i na stracone szanse Krakowa na stworzenie spójnej tkanki miejskiej przy sprzyjającym ruchu inwestorskim i posiadanych funduszach.

## Otoczenie

### III Kampus UJ

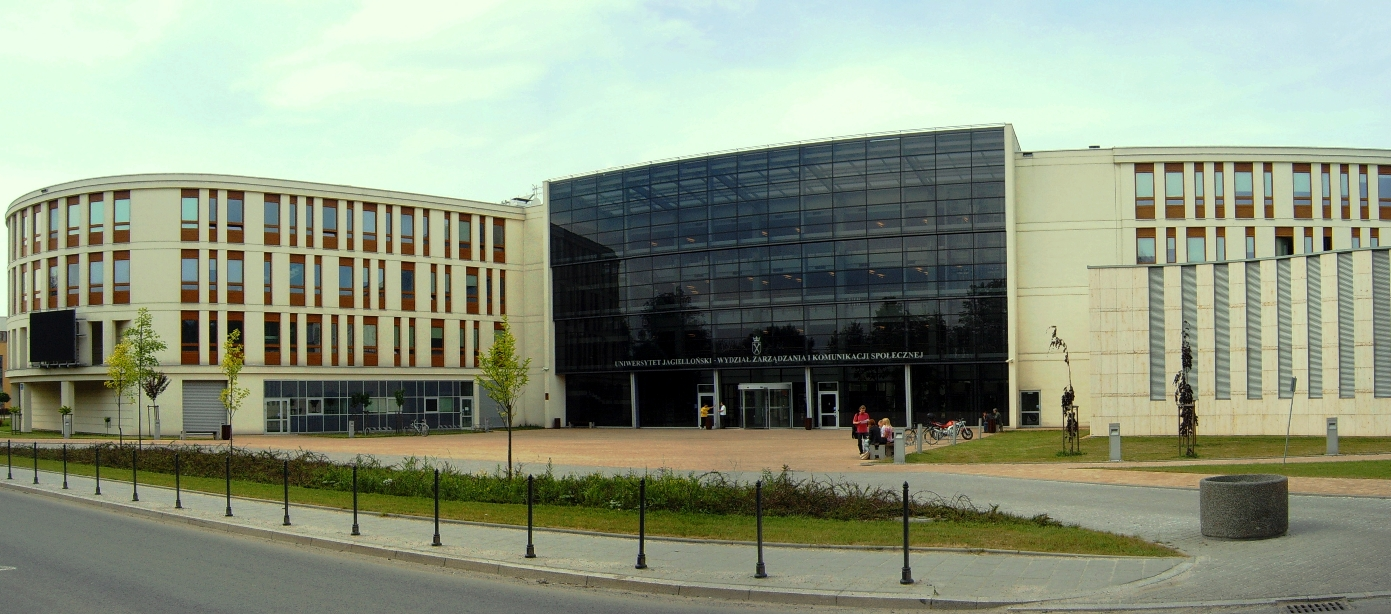
Budynki III Kampusu UJ

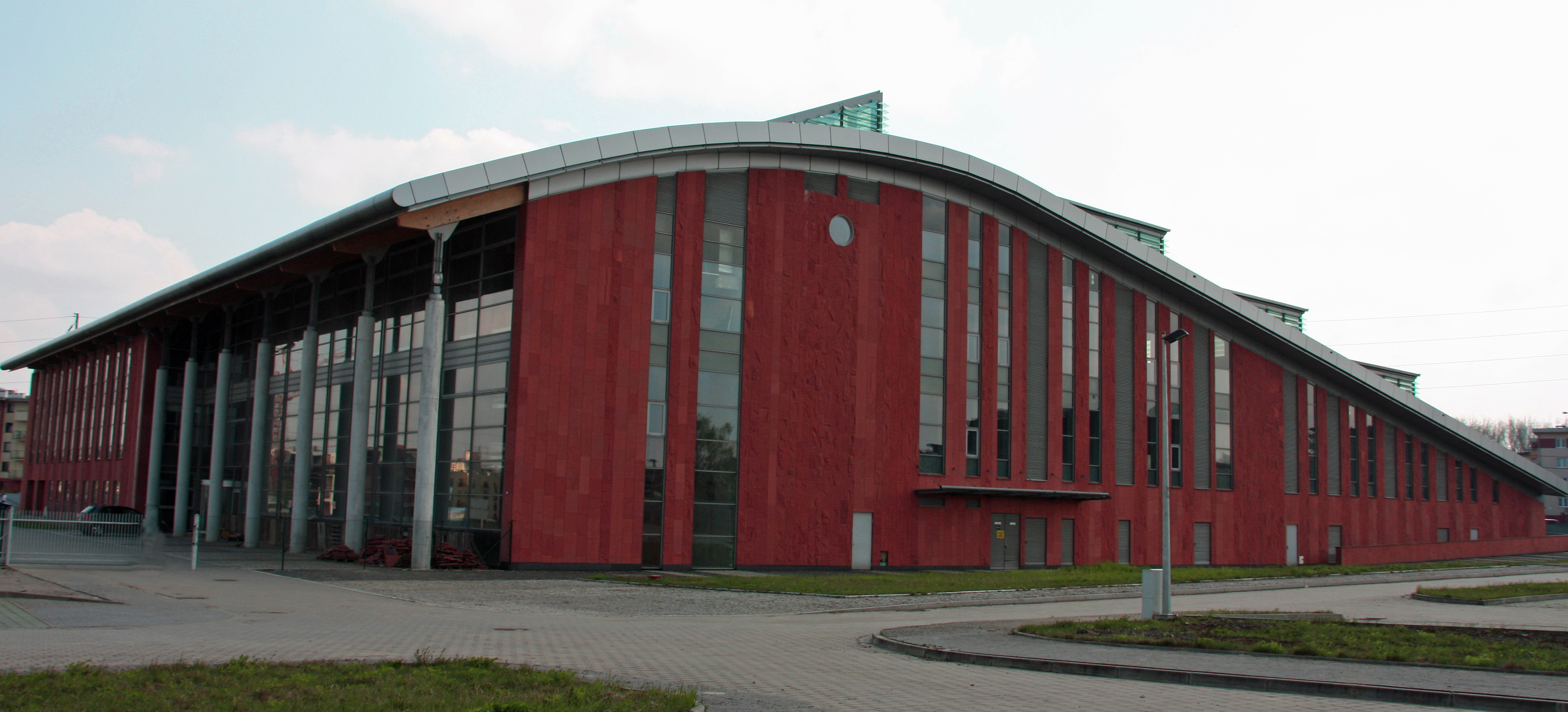
Biblioteka Uniwersytetu Papieskiego Jana Pawła II

Na północ od osiedla Ruczaj-Zaborze powstaje kompleks budynków III Kampusu Uniwersytetu Jagiellońskiego. Do tej pory powstały m.in. następujące budynki:
- Centrum Badań Przyrodniczych i Aparatury Naukowej
- Kompleks Nauk Biologicznych,
- Wydział Matematyki i Informatyki,
- Wydział Zarządzania i Komunikacji Społecznej,
- Instytutu Zoologii,
- Małopolskiego Centrum Biotechnologii,
- Wydziału Fizyki, Astronomii i Informatyki Stosowanej.

W pobliżu kampusu powstał również budynek biblioteki Uniwersytetu Papieskiego Jana Pawła II.

### Specjalna strefa ekonomiczna

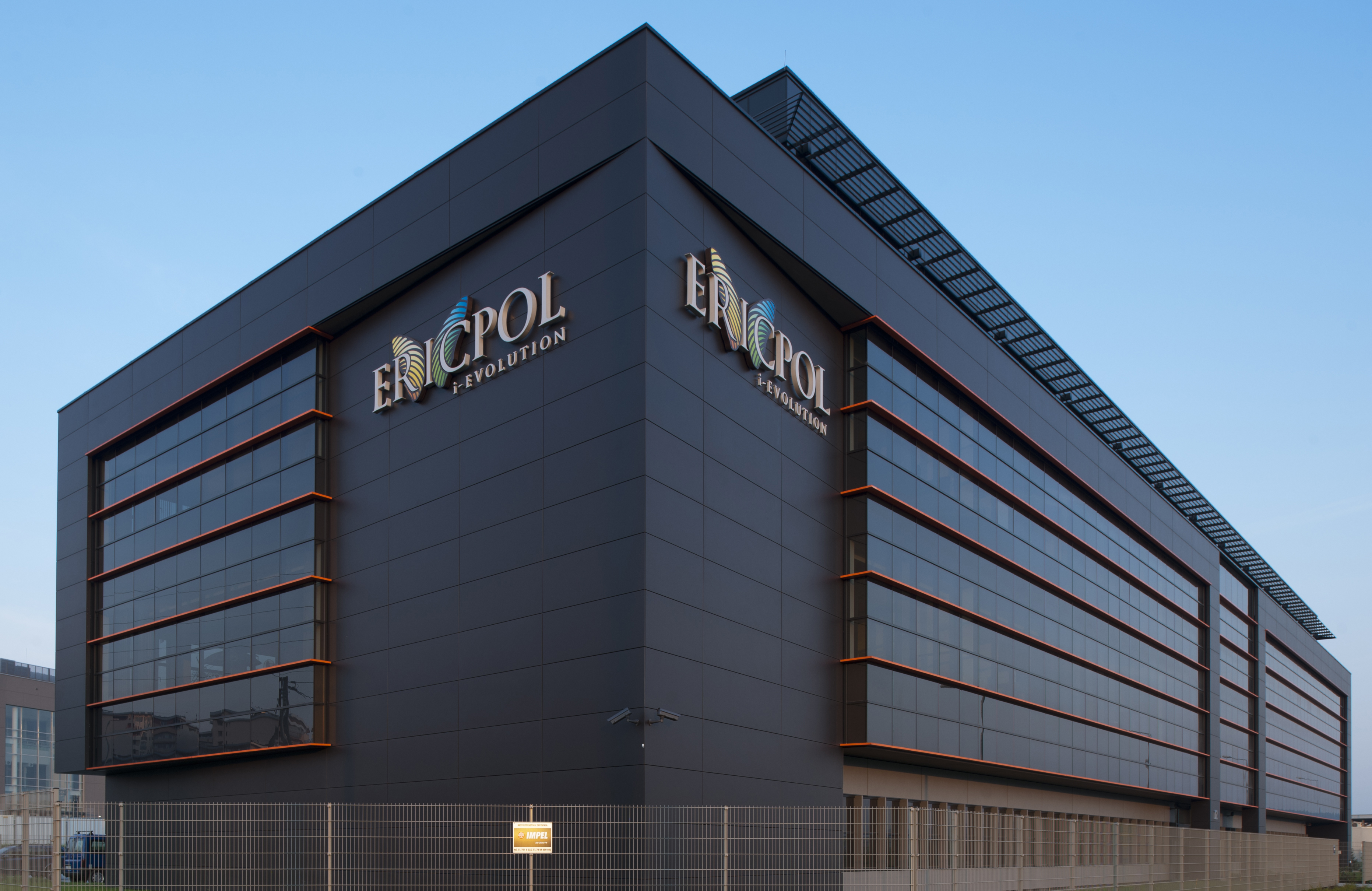
Biurowiec firmy Ericpol

Na południowy zachód od kampusu uniwersyteckiego znajduje się podstrefa specjalnej strefy ekonomicznej zarządzanej przez Krakowski Park Technologiczny. Obecnie na jej terenie zlokalizowane są następujące budynki:
- biurowiec Nokia Networks,
- budynki parku technologicznego Life Science Park Jagiellońskiego Centrum Innowacji,
- biurowiec firmy Ericsson
- synchrotron Solaris
- zespół biurowców Green Office, w którym mieści się m.in. centrum oprogramowania koncernu Motorola Solutions,
- budynek serwerowni Onet.pl,
- budynek Cyfronetu,
- budynek Małopolskiego Parku Technologii Informacyjnych
- zespół biurowców DOT Office (w budowie).

Planowano również budowę siedziby krakowskiego oddziału TVN ze studiami produkcyjnymi, ale prawdopodobnie do niej nie dojdzie.

### Tereny zielone

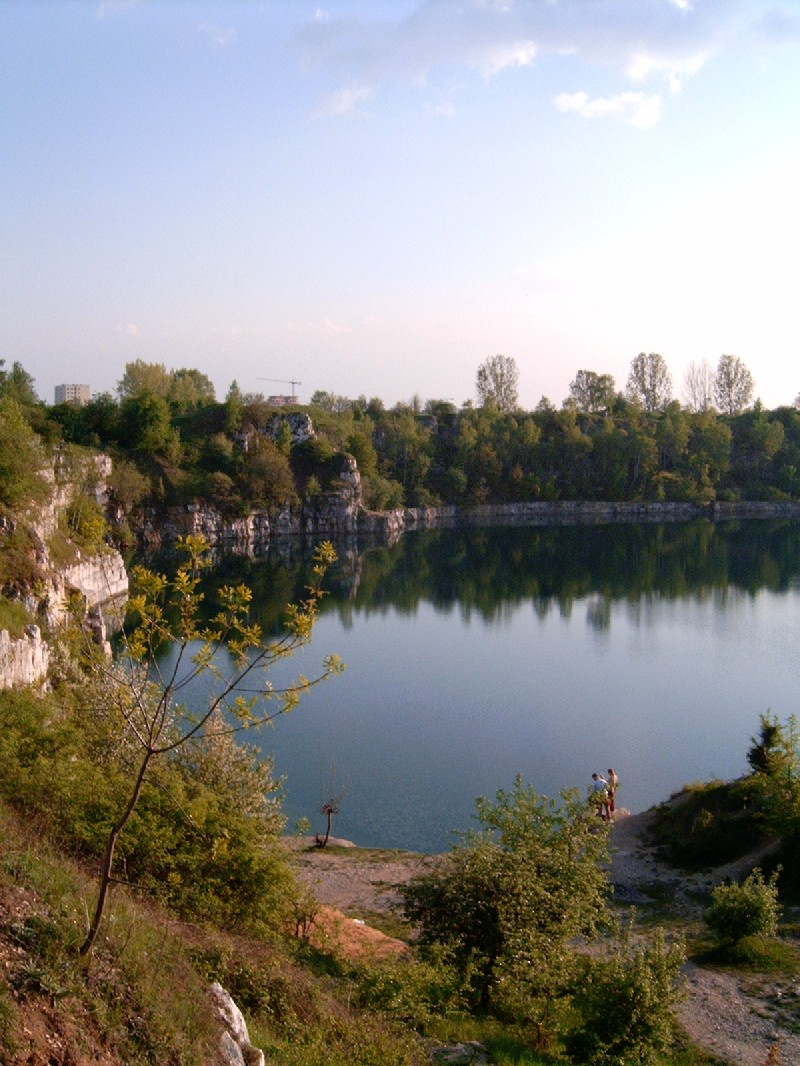
Zalew Zakrzówek na Skałkach Twardowskiego

Na północ od osiedla Ruczaj-Zaborze znajduje się kompleks skał wapiennych, miejsce do spacerów, wycieczek pieszych i rowerowych, według legendy wiązane z Panem Twardowskim. W rzeźbie terenu widoczne są formy antropogeniczne – wyrobiska dawnych kamieniołomów wapienia jurajskiego. Wierzchowinę Skałek Twardowskiego porasta zieleń parkowa wprowadzona tu przez człowieka. Obszar ten, a także tereny łąkowe i leśne na północ od nowej części Ruczaju, wchodzą w skład Bielańsko-Tynieckiego Parku Krajobrazowego.
W nowej części osiedla planowane jest powstanie parku Park Ruczaj-Lubostroń. Na tym terenie mieści się Krakowski Klub Jazdy Konnej. W jego obrębie znajduje się również niewielki cmentarz komunalny Kobierzyn-Lubostroń. Drugi cmentarz komunalny położony jest na południe od Osiedla Europejskiego – cmentarz Kobierzyn-Maki Czerwone powiązany z położonym nieco dalej na południe szpitalem psychiatrycznym w Kobierzynie.

## Ważniejsze obiekty
Kościoły i związki wyznaniowe:

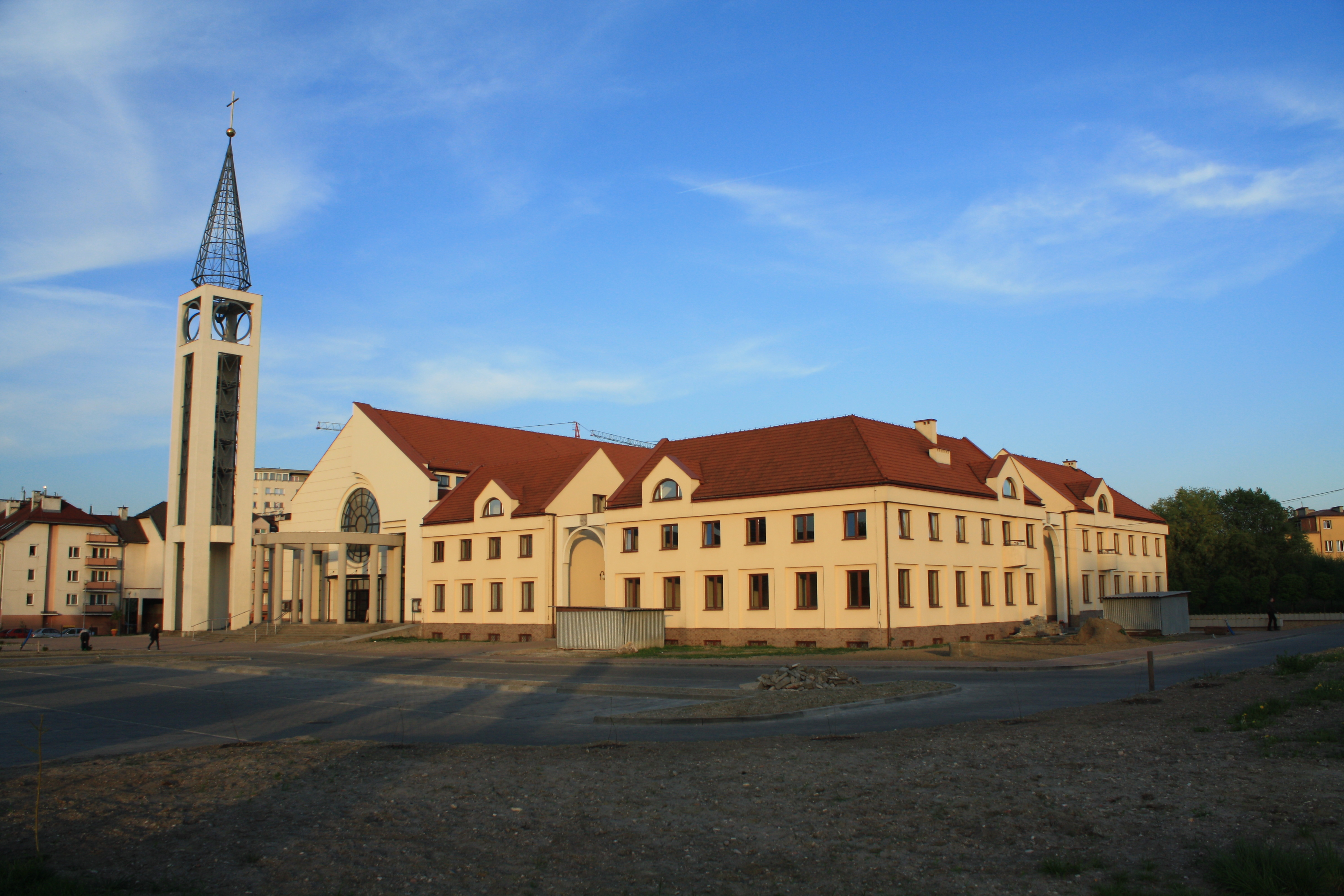
Kościół Zesłania Ducha Świętego

- Kościół Zesłania Ducha Świętego przy ul. Kobierzyńskiej i Rostworowskiego.
- Kościół Matki Bożej Królowej Polski przy ul. Zamiejskiej
- Parafia św. Jana Pawła II przy ul. Bobrzyńskiego
- Kompleks Sal Królestwa Świadków Jehowy[11][a]

Szkoły i przedszkola:
- Gimnazja nr 23 i 25
- Szkoły podstawowe nr 40, 53, 151 i 158
- Przedszkole Samorządowe nr 5

Centra kultury, sportu i rekreacji
- Centrum Kultury „Ruczaj” przy ul. Rostworowskiego
- Biblioteka Kraków – filia 31
- Krakowski Klub Jazdy Konnej
- Centrum Sportu i Rekreacji Cascada

Hotele
- Sympozjum
- Ruczaj
- Aparthotel Vanilla

## Komunikacja

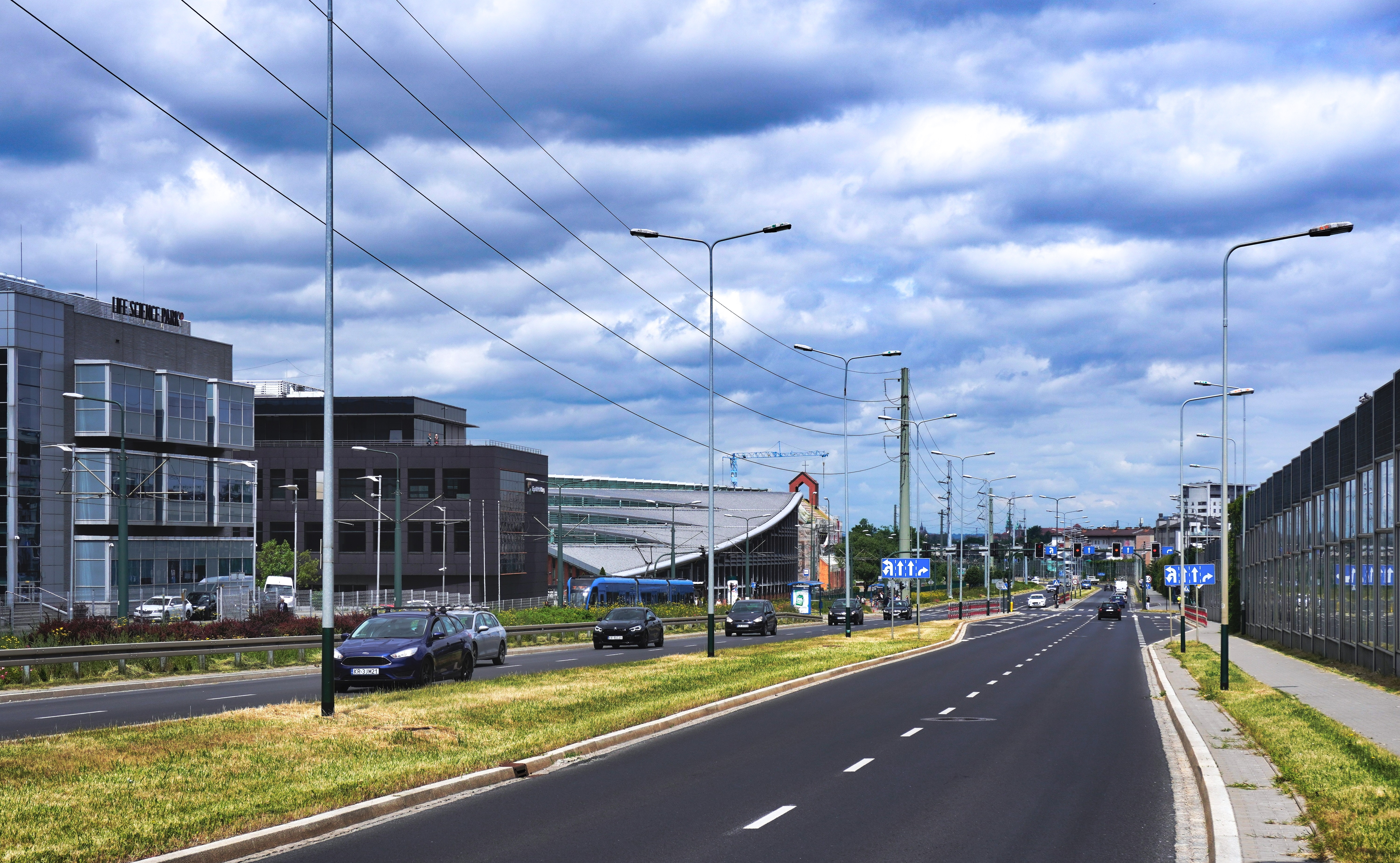
Ulica Michała Bobrzyńskiego

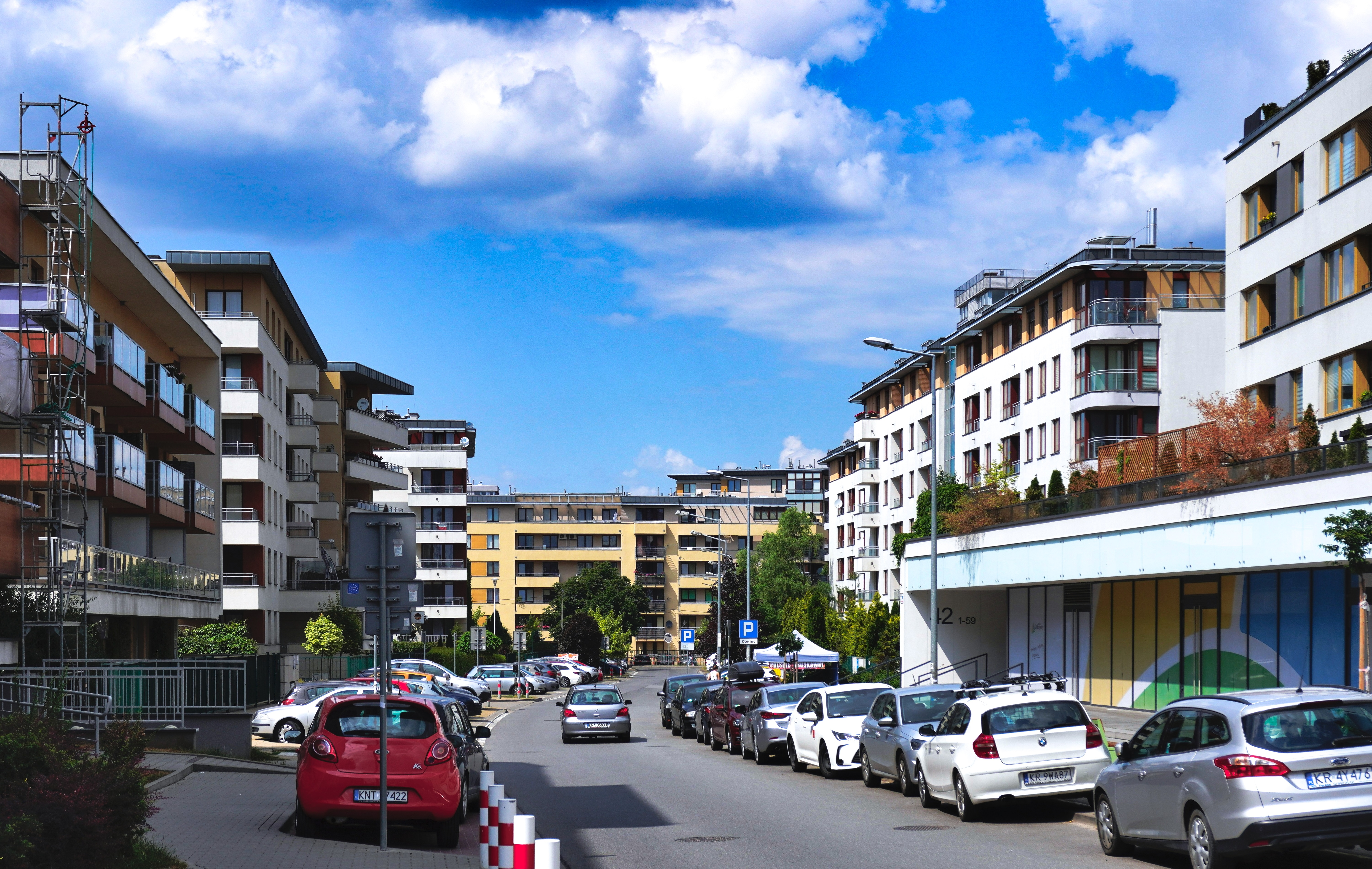
Ulica Doktora Jana Piltza

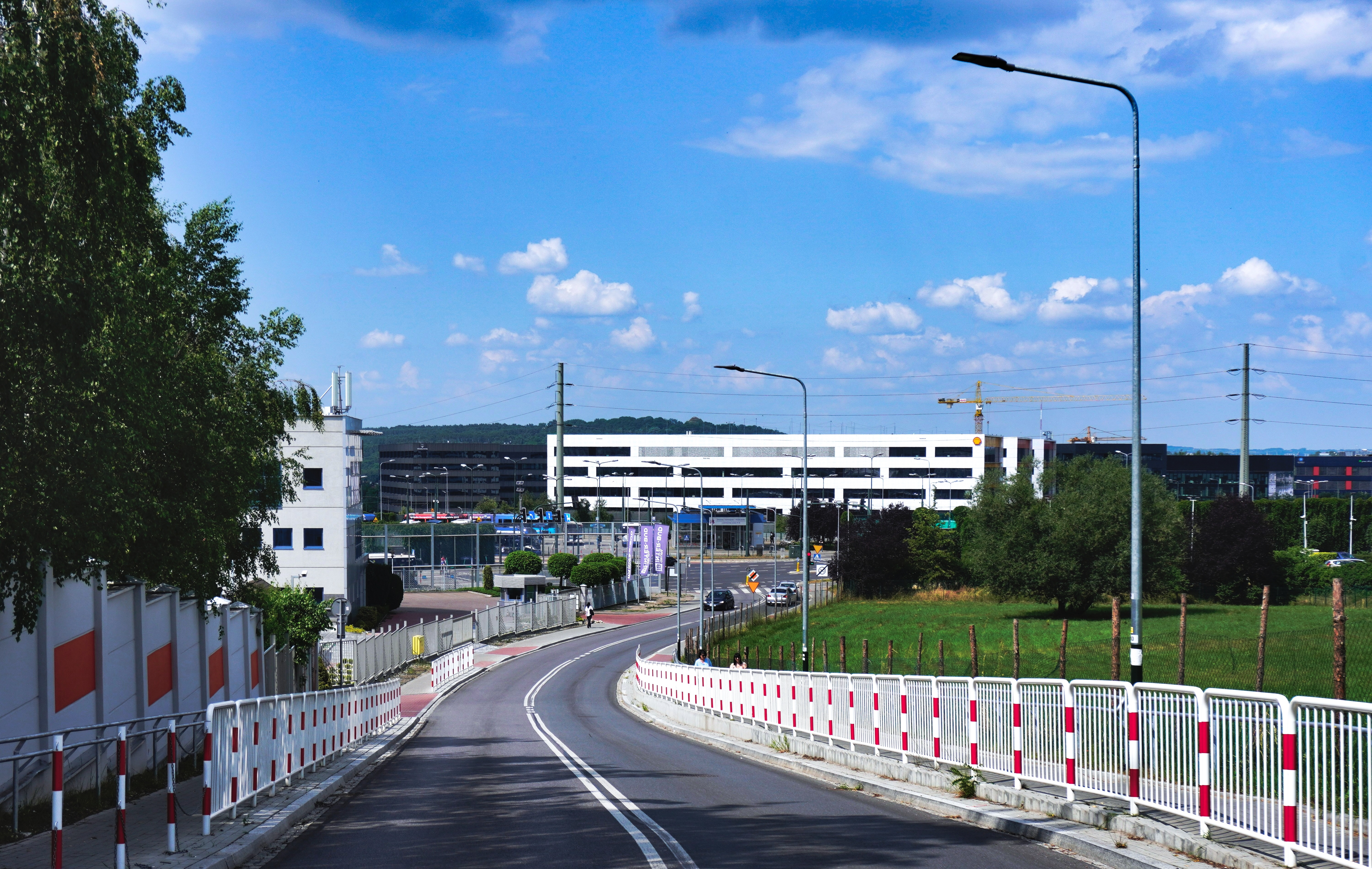
Ulica Czerwone Maki

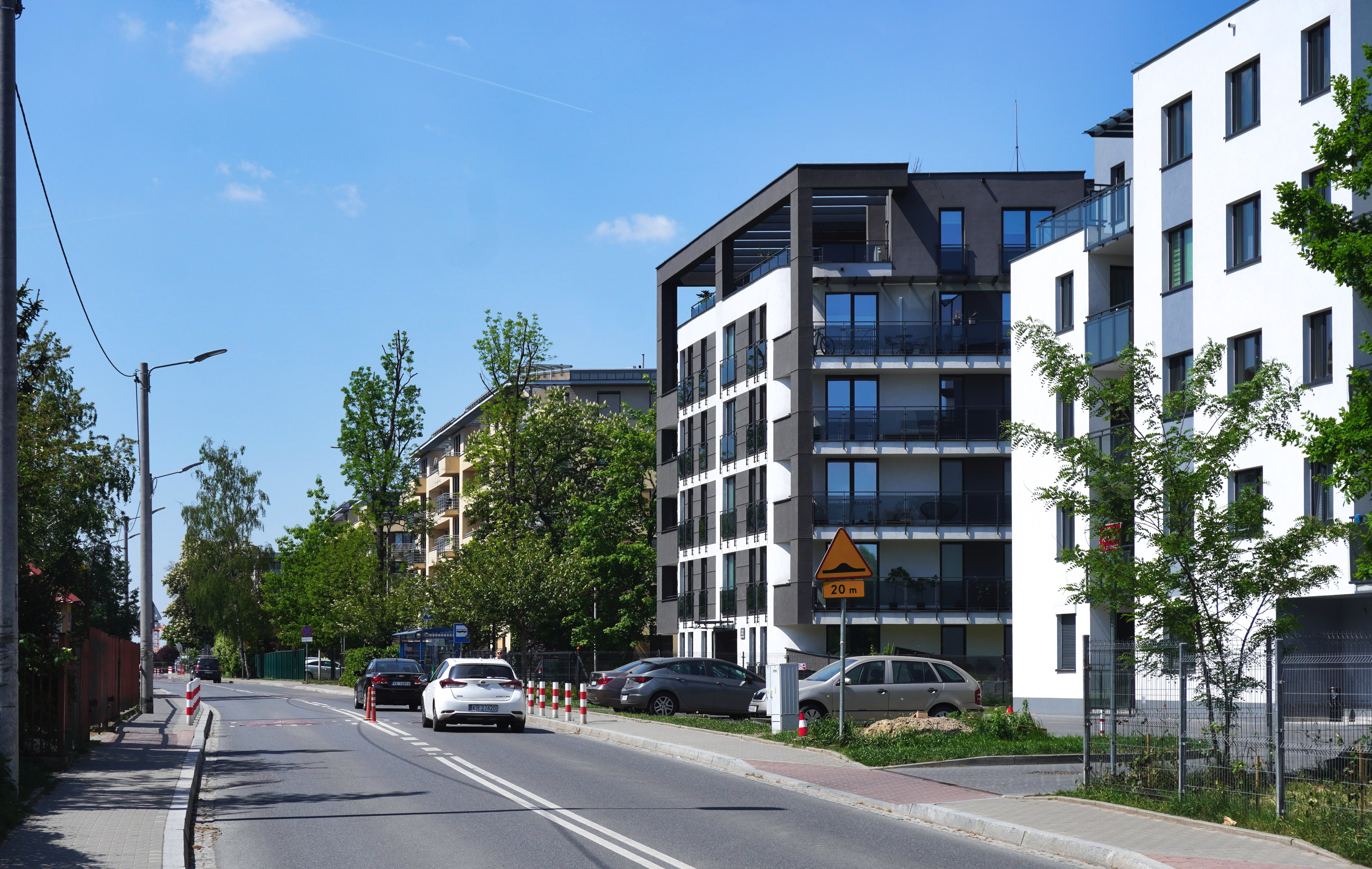
Ulica Lubostroń

### Komunikacja autobusowa
Główne osie komunikacyjne osiedla stanowią:

#### Ulice Grota-Roweckiego i Kobierzyńska
- 106: Łagiewniki – Skotniki Szkoła
- 194: Skotniki Szkoła – Krowodrza Górka P+R
- 196: Kozienicka/Skotniki Szkoła – Łagiewniki
- 496: Czerwone Maki P+R - Łagiewniki
- 608: Borek Fałęcki – Czyżyny Dworzec (linia nocna)

#### Ulice Grota-Roweckiego i Bobrzyńskiego
- 578: Czerwone Maki P+R – Mistrzejowice
- 662: Czerwone Maki P+R – Plac Centralny im. R.Reagana (linia nocna)

#### Kobierzyńska i Trasa Łagiewnicka
- 196: Kozienicka/Skotniki Szkoła – Łagiewniki
- 608: Pod Fortem – Czyżyny Dworzec (linia nocna)
- 794: Pod Fortem - Azory

#### Inne linie autobusowe
- 203: Czerwone Maki P+R – Skawina (kursuje przez Tyniec)
- 204: Czerwone Maki P+R – Wieliczka Miasto
- 213: Czerwone Maki P+R – Krzęcin Pętla
- 223: Czerwone Maki P+R – Brzeźnica Dworzec
- 233: Czerwone Maki P+R – Skawina ( kursuje przez Sidzinę i Skawinę-Korabniki)
- 253: Czerwone Maki P+R – Wola Radziszowska Pętla
- 263: Czerwone Maki P+R – Radziszów PKP
- 283: Czerwone Maki P+R – Skawina
- 903: Czerwone Maki P+R – Skawina (linia nocna)

### Komunikacja tramwajowa

#### Historia
29 listopada 2010 rozpoczęto budowę nowej linii tramwajowej na os. Ruczaj, która miała połączyć istniejącą trasę, wiodącą ulicami Kapelanka – Brożka, z projektowaną pętlą tramwajową w rejonie skrzyżowania ul. M. Bobrzyńskiego z ul. Czerwone Maki. Budowana trasa przebiegać miała wzdłuż ulic Grota-Roweckiego i Bobrzyńskiego. Długość budowanej linii tramwajowej wynosiła (bez pętli) prawie 3,5 km. Na projektowanym odcinku znalazło się 6 przystanków tramwajowych, łącznie 15 peronów przystankowych.
27 sierpnia 2011 oddano do użytku płytę pierwszego skrzyżowania przebudowywanego w ramach inwestycji. Było to skrzyżowanie ulic Kapelanka, Brożka, Grota-Roweckiego i 8 Pułku Ułanów (obecnie ul. Lipińskiego). Ta ostatnia ma obecnie formę jedynie wylotu ze skrzyżowania w stronę projektowanej trasy, która w nieokreślonej przyszłości stanowić będzie kolejną oś komunikacyjną osiedla (docierając aż do ul. Zawiłej).
25 października 2011 oddano do użytku przebudowane skrzyżowanie ulic Kobierzyńskiej i Grota-Roweckiego wraz z przejazdem tramwajowym wzdłuż tej drugiej.
Od 30 grudnia 2011 pierwszy odcinek trasy (do przystanku „Ruczaj” włącznie) był wykorzystywany liniowo przy zastosowaniu tramwajów dwukierunkowych (z powodu braku pętli na tymczasowej końcówce), zastępując w tym rejonie część komunikacji autobusowej. Linia nr 12 kursowała na Wieczystą, a nr 18 do Cichego Kącika.
15 października 2012 zawieszono obie linie na kilka tygodni, ponieważ trzeba było połączyć wykorzystywaną już część z trasy z nowo wybudowaną resztą.
16 listopada 2012 zorganizowano oficjalną uroczystość otwarcia nowej linii wraz z pętlą „Czerwone Maki” i parkingiem funkcjonującym w systemie Parkuj i Jedź z udziałem prezydenta Krakowa Jacka Majchrowskiego, a dzień później zaczęły na niej regularnie kursować tramwaje. Otwarcie pętli nastąpiło równocześnie z (od dawna planowaną) zmianą siatki połączeń autobusowych i tramwajowych.
25 czerwca 2016 r. nazwa pętli została zmieniona na „Czerwone Maki P+R”.

#### Linie
Linie jadące ciągiem ulic Grota-Roweckiego i Bobrzyńskiego, z przystankiem końcowym na pętli „Czerwone Maki P+R”:
- 11: Czerwone Maki P+R – Mały Płaszów
- 18: Czerwone Maki P+R – Górka Narodowa P+R
- 52: Czerwone Maki P+R – Os. Piastów
- 62: Czerwone Maki P+R – Plac Centralny im. R. Reagana (linia nocna)
- 72: Czerwone Maki P+R – Rondo Grunwaldzkie. (linia uruchomiona na czas remontu mostu grunwaldzkiego)